# Lucmau
Lucmau település Franciaországban, Gironde megyében. Lakosainak száma 244 fő (2022. január 1.). Lucmau Pompéjac, Bernos-Beaulac, Captieux, Cazalis, Préchac, Callen, Lencouacq és Luxey községekkel határos.

## Népesség
A település népességének változása:
| Lakosok száma | 256  | 188  | 199  | 237  | 221  | 243  | 241  | 244  | 245  | 244  |
|               | 1968 | 1982 | 1990 | 2006 | 2013 | 2015 | 2017 | 2019 | 2020 | 2022 |